# La Liberté
Pour les articles homonymes, voir La Liberté (homonymie).
La Liberté est un journal suisse de langue française fondé en 1871 par le chanoine Joseph Schorderet et édité à Fribourg.

## Description
La Liberté est un journal catholique-conservateur dès sa fondation par le chanoine Joseph Schorderet, en 1871. Le quotidien s'affranchit de toute tutelle politique sous la direction de François Gross à partir de 1970.
Imprimés à Fribourg depuis plus de 100 ans, le groupe St-Paul délocalise hors canton l'impression du journal ainsi que de La Gruyère, du Messager et de la Feuille officielle dès le 1er janvier 2015, entraînant la perte de plusieurs emplois.
Le 15 juin 2016, La Liberté change d'identité visuelle à la suite d'une campagne publicitaire faisant apparaître l'accroche « Plus belle qu'avant »,.
En août 2020, La Liberté est jugée comme étant le média le plus crédible de Suisse, selon un sondage de Publicom, qui s'est intéressé à tous les médias suisses confondus.

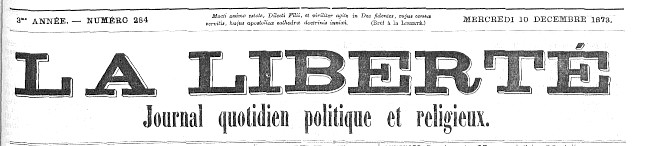
Titre du journal (le 10 décembre 1873)
Logo La Liberté avant 15 juin 2016
Logo La Liberté dès le 15 juin 2016

## Tirage et audience
- 2006 : 38 600 exemplaires[7]
- 2012 : environ 40 000 exemplaires et 110 000 lecteurs[8]
- 2015 : environ 39 000 exemplaires et 84 000 lecteurs[9]
- 2020 : environ 36 000 exemplaires et 99 000 lecteurs[9]
- 2022 : 36 783 exemplaires[10] et 89 000 lecteurs[9]

## Personnalités liées àLa Liberté

### Rédaction
Ses rédacteurs en chef sont successivement :
- Mamert Soussens, 1871-1903
- Pie Philipona, 1903
- Émile Bise, 1904-1906
- Jean Quartenoud, 1906-1938
- Albert Dessonnaz, 1938-1945
- Roger Pochon, 1951-1970
- François Gross, 1970-1990[2]
- José Ribeaud, 1990-1996
- Roger de Diesbach, 1996-2004
- Louis Ruffieux, 2004-2015[11]
- Serge Gumy, 2015-2021
- François Mauron, 2021-

### Direction
Les directeurs furent :
- Hubert Savoy, 1939-1941
- François Charrière, 1941-1945 (évêque de Lausanne, Genève et Fribourg par la suite)
- Abbé Louis Grillet, 1945-1950
- Roger Pochon, 1951-1970

### Anciens collaborateurs
- Christian Campiche (2000-2007)
- Oskar Leimgruber
- Pierre-Yves Massot (2000-2003)